# John F. McIntosh

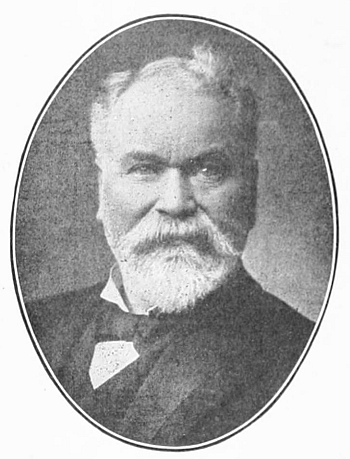
John Farquharson McIntosh

John Farquharson McIntosh MVO (geboren am 28. Februar 1846 in Farnell (Angus); gestorben am 6. Februar 1918 in Glasgow) war ein schottischer Eisenbahningenieur. Von 1895 bis 1914 war er Chefingenieur (Locomotive carriage & wagon superintendent) der Caledonian Railway und beeinflusste vor allem deren Lokomotiventwicklung maßgeblich.

## Leben
McIntosh wurde als Sohn eines Landarbeiters geboren. Sein Vater arbeitete auf dem Gut von Kinnaird Castle, dem Sitz des Earl of Southesk. 1851 nahm McIntoshs Vater eine Stelle als Eisenbahnarbeiter an und die Familie zog in die Nähe von Montrose. Im Alter von 14 Jahren begann McIntosh eine Ausbildung in den Werkstätten der Scottish North Eastern Railway (SNER) in Arbroath. 1865 bestand er die Prüfung als Heizer und 1867 als Lokomotivführer. Zwischenzeitlich war die SNER 1866 von der Caledonian Railway (CR) übernommen worden, in deren Dienste McIntosh übernommen wurde.
Mitte der 1870er Jahre verlor er bei einem Arbeitsunfall seine rechte Hand. Da er so nicht mehr als Lokomotivführer arbeiten konnte, setzte ihn die CR als Inspektor und Vormann in mehreren ihrer Depots ein. 1882 wurde er District locomotive superintendent in Aberdeen, 1884 wechselte er in die gleiche Position nach Carstairs. 1886 übernahm er die Leitung des Depots Polmadie in Glasgow. Fünf Jahre später wechselte er als Chief inspector der Lokomotivabteilung der CR nach St Rollox im Norden von Glasgow, den Sitz der Hauptwerkstatt der Caledonian Railway unter John Lambie, der 1891 Dugald Drummond als neuer Chefingenieur der Caledonian Railway nachgefolgt war. Lambie starb überraschend am 1. Februar 1895 und McIntosh als sein Stellvertreter folgte ihm auf seinen Posten nach.
In seiner neuen Position änderte McIntosh viele Prinzipien, nach denen seine Vorgänger den Lokomotivpark der Caledonian Railway gestaltet hatten. Er setzte auf deutlich größere Kessel mit hoher Verdampfungsleistung und erhöhte auch den maximalen Druck, für den die Kessel ausgelegt waren. Insbesondere die ab 1896 eingeführten Expresszuglokomotiven der CR-Klasse 721, der sogenannten Dunalastair Class, machten McIntosh in Eisenbahnkreisen bekannt. Gegenüber den Vorgängertypen waren diese 2’B-Schlepptenderlokomotiven deutlich leistungsfähiger und ermöglichten vor den meisten Expresszügen den Verzicht auf Vorspannlokomotiven. McIntosh verzichtete dabei auf die aufwändigere Verbundtechnik und erreichte dank seiner leistungsfähigen Kessel eine Verbundlokomotiven vergleichbare Leistung mit einfachen Zweizylindermaschinen. Die CR konnte dank dieser Maschinen als erste britische Bahngesellschaft einen Expresszug anbieten, der mehr als 60 mph Reisegeschwindigkeit erreichte. 1896 erreichte ein Expresszug von Aberdeen nach Glasgow zwischen Forfar und Perth erstmals diese Geschwindigkeit. 1901 beschaffte die CR die erste schottische schwere Güterzuglokomotive der Achsfolge D. 1910 erhielt die CR wiederum als erste schottische Bahngesellschaft eine Lokomotive mit Überhitzer und 1912 die erste schottische Mogul. Ebenfalls unter McIntoshs Verantwortung führte die Caledonian 1905 mit den sechsachsigen Wagen des Grampian corridor stock die bis dahin längsten und am besten ausgestatteten Reisezugwagen für die Expresszüge zwischen Aberdeen, Perth und Glasgow bzw. Edinburgh ein.
Im Mai 1914 ging McIntosh in den Ruhestand. Im Vorjahr hatte ihn König Georg V. anlässlich der letzten von ihm betreuten Fahrt des Royal Train auf den Gleisen der Caledonian Railway als Member des Royal Victorian Order ausgezeichnet. Mit seiner Frau Jeanie Fleming Logan hatte McIntosh drei Söhne und vier Töchter. Er starb am 6. Februar 1918 in Glasgow.

## Lokomotiven

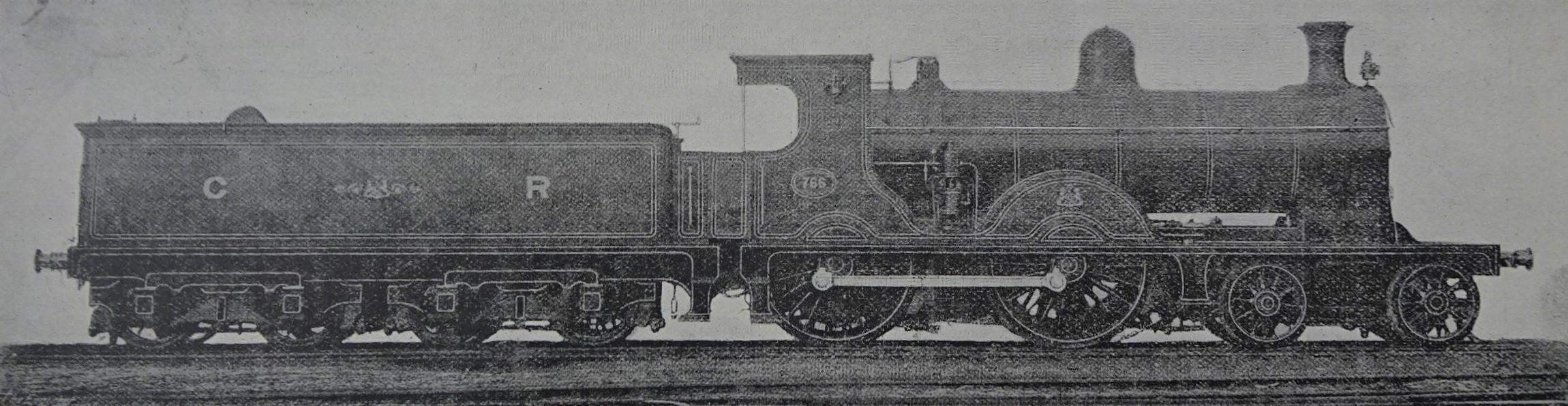
Lokomotive 766, die erste Maschine der Klasse 766 (Dunalastair II) der Caledonian Railway

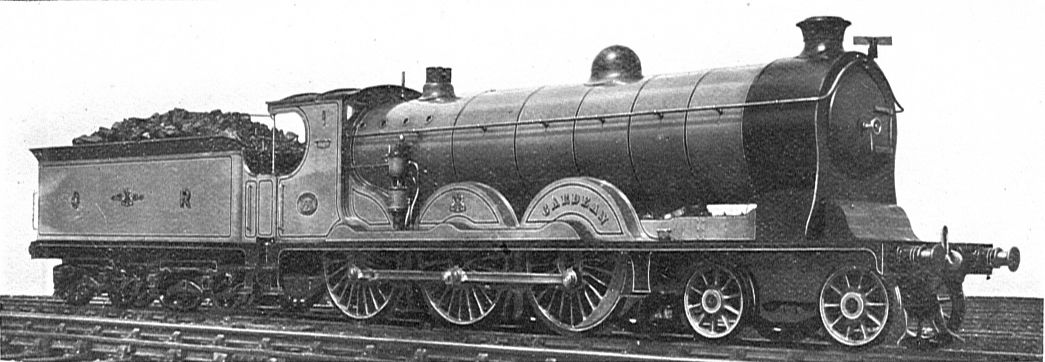
Lokomotive 903 Cardean der Caledonian Railway

Am bekanntesten von McIntoshs Lokomotiventwicklungen sind die Expresszuglokomotiven der Dunalastair class. Der ersten Serie der Klasse 721, die bald als Dunalastair I bezeichnet wurde, folgten drei jeweils weiterentwickelte Serien, die entsprechend als Dunalastair II bis IV bezeichnet wurden. Ab 1910 kam eine Heißdampfversion zur Auslieferung. Mit den Kesseln der Dunalastair I wurden ab 1899 die Güterzuglokomotiven der CR-Klasse 812 ausgestattet, die sich ebenfalls als erfolgreich und langlebig erwiesen – die letzten Maschinen wurden von British Railways erst 1963 ausgemustert.
Weitere Entwicklungen von McIntosh waren die B2’-Tenderlokomotiven der Klassen 19, 92 und 439 für den Einsatz im Vorortzugverkehr von Glasgow, die teilweise mit Kondensationseinrichtungen für den Einsatz auf den Tunnelstrecken in Glasgow, der heutigen Argyle Line, ausgerüstet wurden.
Erstmals bei der CR eingeführt wurden unter McIntosh Lokomotiven der Achsfolge 2’C, nachdem die Dunalastair-Lokomotiven trotz ihrer Leistungsfähigkeit schon nach wenigen Jahren mit den rapide ansteigenden Zuglasten der schweren Expresszüge Probleme bekamen. 1903 kamen die ersten beiden Lokomotiven der CR-Klasse 49 in den Dienst. 1906 folgten die fünf Lokomotiven der CR-Klasse 903, nach der ersten Lokomotive auch als Cardean Class bezeichnet. Den beiden Klassen folgten mehrere kleinere Serien in dieser Achsfolge, teils mit großen Kuppelradsätzen für Expresszüge, teils mit kleineren Kuppelradsätzen für den Einsatz auf der steigungsreichen Strecke nach Oban. Auch Güterwagen, wie z. B. Drehgestellwagen für den Transport von Eisenerz wurden von ihm entwickelt.
Die Caledonian Railway präsentierte 1897 eine ihrer neuen Dunalastair-Lokomotiven auf der Weltausstellung in Brüssel; mit einer Goldmedaille ausgezeichnet, erweckte sie das Interesse der Chemins de fer de l’État belge (EB), der belgischen Staatsbahnen, die mehrere Lokomotiven dieser Bauart bestellte. In den folgenden Jahren orientierte Jean-Baptiste Flamme, der Chefingenieur der EB, ihre Lokomotivbeschaffung stark an den Entwicklungen von McIntosh bei der Caledonian Railway und beschaffte mehrere Reihen nach dem Vorbild von Caledonian-Lokomotiven.